# Xysticus demirsoyi
Xysticus demirsoyi är en spindelart som beskrevs av Demir, Topçu och Türkes 2006. Xysticus demirsoyi ingår i släktet Xysticus och familjen krabbspindlar.
Artens utbredningsområde är Turkiet. Inga underarter finns listade i Catalogue of Life.